# Universalisme
L'universalisme és una actitud en virtut de la qual es considera una certa visió del món com a radicalment oberta a tots els humans, pobles i ètnies. A nivell religiós, aquest ha estat un dels components característics del cristianisme, de l'islam i del budisme, que són tres religions universalistes. Es contraposa, per exemple, amb el particularisme del judaisme o de l'hinduisme. Referint-se a l'àmbit de la política, l'universalisme tendeix a la unificació de tots els pobles i Estats del món, i amb conseqüència, a l'eliminació dels obstacles que impedeixen les seves relacions mútues.

## Font
Universalisme a la GEC en línia.